# 犹他爵士
猶他爵士（英語：Utah Jazz，縮寫：UTA），是一支位於美國猶他州鹽湖城的NBA籃球隊，分屬於西區的西北組，主場為Vivint智慧家庭體育館。球隊於1974年在紐奧良成立，命名為紐奧良爵士（New Orleans Jazz），成為NBA的第18支球隊。著名球星「手槍」皮特·馬拉維奇是他們得到的第一個隊員，他亦是第一代爵士的重要人物，但後來由於受傷導致其影響力大大減低。經過數季的低迷，於1979年，爵士隊決定搬遷到鹽湖城，改名為現今的猶他爵士。接著球隊藉由2個成功的選秀，得到了達雷爾·格里菲思、馬克·伊頓，並由交易得到了阿德里安·丹特利，建造了第二代的爵士隊。於1983-84賽季首次打入季後賽，自此至2004年，並在傳奇控球後衛約翰·史托頓帶領下連續19年出席季後賽。第三代的猶他爵士亦是最為人所共知的，猶他雙煞時代1984年NBA選秀，爵士在第一輪第16順位選中了的約翰·史托頓，1985年NBA選秀，他們又在第一輪第13順位選中了“郵差”卡爾·馬龍，兩人當時的擋切戰術(Pick & Roll)在NBA史上非常有名。曾於1996-1998年度在馬龍、史托頓、傑夫·霍納塞克帶領下2次打入NBA總決賽，可惜兩次皆被迈克尔·杰弗里·乔丹帶領的芝加哥公牛隊以2-4打敗。而隨後傑夫·霍納塞克及約翰·史托克頓先後宣佈引退，卡爾·馬龍投洛杉磯湖人隊，三老時代正式結束。正式步入重建時期。重建第四代的猶他爵士隊。其後，爵士亦離開了季後賽的名單。03-04球季雖然大部份球評人推測爵士可挑戰NBA總季最差成績紀錄。(現紀錄為9勝73敗，由費城76人队持有)但在教練傑瑞·史隆的領導下，仍取得42勝40負的佳績，西區排名第九。季後球隊得到來自底特律活塞队的梅米特·奧庫和克里夫蘭騎士隊的卡洛斯·布泽尔加盟，聯同來自俄羅斯的安德烈·基里连科（2001年新秀）組成新的三人組。可惜包括他們三人在內的四位主力(第四位為馬特·哈普林)全都2004-2005年度球季受傷患缺席大部份比賽，令爵士以26勝56敗，20年來最差成績完成賽季，西區排名14。由於成績慘烈，爵士於選秀權上20年來首次進入前十位，抽得第六位。後再於交易中以第六位選秀權換來第三位選秀權，而他們亦利用此選秀權選取德隆·威廉姆斯，取代約翰·史托克頓引退後的空缺。

## 隊名由來
爵士創隊之初位於路易西安那州紐奧良，而紐奧良正是爵士樂興盛之處，有「爵士樂首都」的美譽。1974年，球隊高層遂決定以這個最能代表該市的名稱來作隊名，到了1979年球隊遷至鹽湖城為止，隊名一直延用至今。而猶他爵士是現時NBA不是以自己身處城市名稱作為球隊名，而是以州份名稱作為球隊名的球隊，如明尼蘇達灰狼、印第安納溜馬和金州勇士(使用了加利福尼亞州的別名金州)。此外猶他爵士是北美四大職業運動中其中兩支的隊名與音樂有關（另外一支是NHL的聖路易斯藍調）。

## 歷史

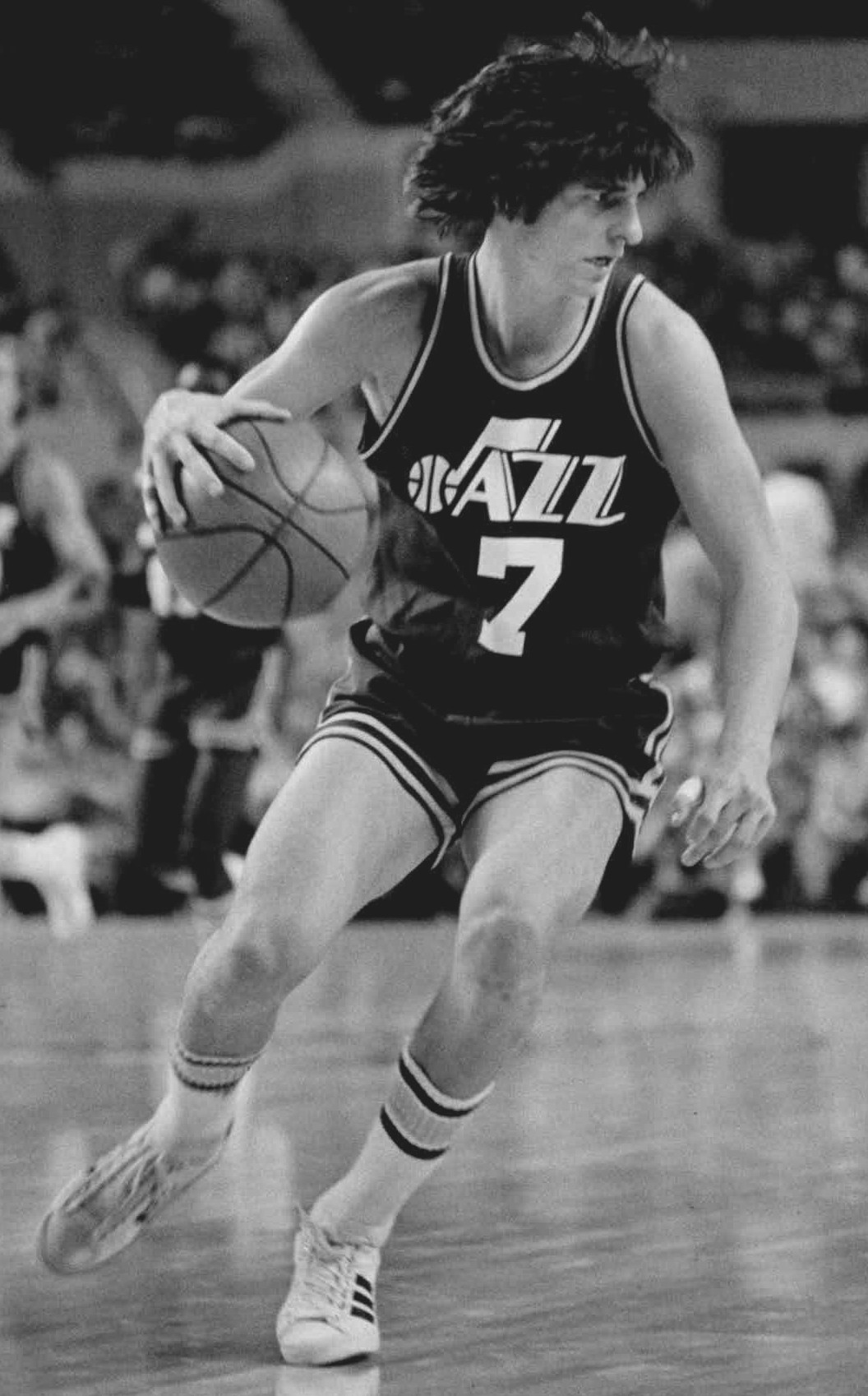
皮特·馬拉維奇

### 1974~1985:建隊初期
1974年創建，成為NBA的第18支球隊。當時他們決定落戶在爵士樂之都新奧爾良，命名紐奧良爵士（New Orleans Jazz），著名球星「手槍」皮特·馬拉維奇是爵士得到的第一名球員。；在第一次选秀中挑走了阿龍·詹姆斯。然后再扩军选秀中收集了一批联盟老兵，开始了他们的征程。球队首场比赛的首发阵容是普雷斯·科爾曼，斯塔爾沃斯，沃爾特·貝拉米，斯圖·蘭茨，和馬拉維奇。管理层找来斯科蒂·羅伯遜做主教练，助理教练行列中站着一位大人物：前湖人巨星埃爾金·貝勒。第一场常规赛，球队以74比89败给了纽约尼克斯，球队随后20年从未得分低于74分。接着他们又连续输了十来场，直到11月才在波特兰开拓者身上拿下第一场胜利，一个礼拜以后，带着1胜14负的战绩的羅伯遜被踢走，教练换成了巴奇·范布雷德·考爾夫。在路易斯安纳州大学以4年平均得分44.2刷新NCAA纪录的手枪兄是球队的得分威胁和票房保证，老一代表演艺术家，白巧克力的祖先，常穿一双貌似经年不洗的幸运球袜，可以在场上任何地方投篮，能玩个花活决不老实传球，一般的助攻基本都来自背后或者胯下。73-74赛季，23胜59负，爵士比中部赛区头名华盛顿子弹要差37场胜利。爵士主场成绩是20-21，但客场只有3-38。一月份时，球队战绩是丢人的5胜42负，随后的2月球队表现不俗，10胜5负，馬拉維奇在2月8日同老鹰的比赛中独揽47分，而球队在2月19日同费城76人的比赛中拿下赛季最高的126分。
馬拉維奇以21.5分的平均得分结束赛季，6尺8的内线科爾曼每场拿下全队最高的7.1个篮板，6尺8，210磅的新人詹姆斯也有所贡献，每场11.7分4.8个篮板。爵士队的阵容整个赛季都在动荡之中，先后22人至少穿上过一次爵士球衣。雖然馬拉維奇是NBA歷史上最優秀的球員之一，但爵士依然在NBA季後賽的門外掙扎了10年。如此漫長的時間足以讓世事滄海桑田，地覆天翻，對爵士來講也是如此。1979年，爵士遷往鹽湖城，經過3年的調整，他們在丹特利的率領下首次殺入季後賽。即使爵士隊的隊名搬遷至與爵士樂毫無關係的鹽湖城，不過球隊沒有因此而更改隊名。於1979-80 NBA賽季，爵士捨棄了皮特·馬拉維奇，同時由洛杉磯湖人得到阿德里安·丹特利，他於1980-81 NBA賽季及1983-84 NBA賽季中得到NBA得分王的寶座。亦於1980年NBA選秀以第一輪第二順位選取了達雷爾·格里菲思，於1980-81 NBA賽季，弗蘭克·雷登成為了爵士隊的總教練。於1982年NBA選秀第四輪79順位選取了馬克·伊頓。這4個動作把爵士隊帶入了另一個時代。 可惜的是當時球隊仍然是位於聯盟末席。1982-83 NBA賽季，由於艾德里安-達特利缺席了60場比賽，爵士隊依然未能第一次晉身季後賽。 1983-84 NBA賽季，猶他爵士打出45勝37負的成績，首次奪取中西賽區榜首而且奪得NBA季后賽資格，從此便開始了連續20年晉身NBA季后賽的成績。這一次爵士隊打進了季後賽第二輪以2-4輸給鳳凰城太陽隊。弗蘭克·雷登亦得到了NBA最佳教練的獎項。

### 1985~2003:猶他雙煞

#### 1985-1994:雙煞合作初期
1984年NBA選秀，爵士在第一輪第16順位選中了約翰·史托頓，1985年NBA選秀，他們又在第一輪第13順位選中「郵差」卡爾·馬龍，這二人成為爵士的擎天玉柱，爵士在“猶他雙煞”統治的時期內，沒有一次無緣過季後賽。在1986年，爵士隊交易了艾德里安‧達特利至底特律活塞。球隊開始步入猶他雙煞時期。隨著馬克·伊頓的優秀防守及史托頓與馬龍快速進步。爵士隊保住了季後賽資格。可惜爵士隊於首輪對諸金州勇士隊在領先2-0場的優勢之下被上演讓二追三逆轉戲碼在首輪出局。最終「史托頓及馬龍」的完美擋拆戰術更令他們成為了"拍擋"的代名詞。1988-89 NBA賽季，弗蘭克·雷登退任總教練一職而轉當爵士隊的總經理。他的助教傑瑞·史隆接掌球隊，而且為爵士隊奪得首個50場勝仗的賽季，全年成績51勝31負奪取中西賽區冠軍，爵士隊於再度首輪對諸金州勇士隊，最終被0-3橫掃。
1990年化初期，爵士隊雖然可以晉身季後賽，但成績卻不太好，多數於次輪出局。1990-91 NBA賽季，爵士隊簽入了謝夫‧馬龍，又於1991-92 NBA賽季捨棄了達瑞爾·格里芬斯，而球隊又搬進新建成的達美中心。1992 NBA季後賽，爵士隊終於第一次晉身西岸決賽，但以2-4不敵波特蘭拓荒者。1993 NBA季後賽，爵士隊首輪以2-3不敵西雅圖超音速。於1993-94年 NBA賽季，爵士隊把謝夫‧馬龍交易至費城76人換取射手傑夫·漢拿鍚他提供了高命中率的三分球及罰球支援。該球季以53-29完結，在1994 NBA季後賽，爵士隊以3-1淘汰了由該季得分王大衛·羅賓遜帶領的聖安東尼奧馬刺，然後又以4-3淘汰了丹佛金塊再一次晉身西岸決賽，可惜以1-4不敵該季冠軍侯斯頓火箭。
1994-95 NBA賽季，爵士的第一次獲得60勝成績，但首輪便被當屆衛冕冠軍成功的休斯頓火箭以2-3淘汰。1995-96 NBA賽季，爵士於選秀會選取了格雷格·奧斯特塔格，而且第3次進入了西岸決賽，但再以3-4不敵西雅圖超音速。

#### 1994-1999:爵士三寶
又一個10年，馬龍和史托克頓的擋拆和在場上的默契已登峰造極，于是1997年和1998年，他們率領爵士連續兩年殺入NBA總決賽，雖然均倒在喬丹的芝加哥公牛隊鐵蹄之下。於餘下的2個賽季，爵士隊終於取得了球隊歷史上最成功的球季，於1996-97 NBA賽季，爵士隊取得64勝18負的佳績，當年球隊包括了史托頓、馬龍、漢拿鍚、拜仁·羅素、格雷格·奧斯特塔格、安东尼·卡尔、侯活·伊士利和山頓·安德森，該賽季馬龍亦成為了常規賽NBA最有價值球員。當年季後賽，他們首先以3-0淘汰洛杉磯快艇，再以4-1打敗洛杉磯湖人和4-2贏了侯斯頓火箭，於西岸決賽第6場靠史托頓最後一秒的三分球贏了該場比賽，這一球三分球成為了爵士隊的一球經典。於總決賽面對由米高·佐敦帶領的芝加哥公牛。而在接下來的夏季，爵士隊沒有任何的球員調動，以原班人班再出戰新賽季。
在這一個新賽季，史托克頓由於膝蓋受傷而缺陣了18場賽事（他生涯中一共只缺席了22場比賽），但爵士隊依然取得62勝20負的佳績。在季後賽中以3–2打敗火箭隊，再以4–1打敗馬刺隊。西岸決賽以4–0橫掃由NBA2位新星沙基爾·奧尼爾和高比·拜仁帶領的湖人隊連續兩年晉身總決賽，爵士隊於第一戰以88–85勝出先奪頭彩。但是公牛隊在接下來的三戰便分別以93–88、96–54、86–82追成3–1比局面。雖然爵士隊在非勝不可的第5戰作客成功以83–81避免了落敗。但當第6戰回到爵士隊主場達美中心卻發生了米高·佐敦生涯最關鍵的其中一個入球，在賽事的最後几秒，米高·佐敦透過一個假動作騙過防守他的羅素，然後起跳投入致勝一球。這一球在接下來的十年中經常被重播。公牛隊便憑萫這一個入球反勝87–86以4-2奪得總冠軍，接下來米高·佐敦便引退。由於公牛隊星散，1998-99賽季的爵士隊被認定為最有機會奪得總冠軍的球隊，但這一個球季卻發生了勞資談判失敗，導致的封館事件爵士隊與聖安東尼奧馬刺隊一同以37勝13負成為最佳成績的球隊。在季後賽中首輪非常艱苦的力戰五場才淘汰了薩克拉門托國王，接著便對上了當時崛起的波特蘭開拓者，而爵士隊的一班球員亦因體力不足以對抗而以2-4被淘汰。結果最有機會奪得總冠軍的一季便結束了。而在他們被淘汰的同一天，馬龍獲得了他生涯中的第二個MVP。
但此後幾年，爵士依然是NBA總冠軍的有力爭奪者。然而歲月不饒人，猶他爵士隊被取名「爵士老人院」，表達出他們於講究體力的NBA中感到心有余而力不足。

#### 1999-2002:褪色勁旅
隨著傑夫·霍納塞克引退，2002-03賽季，馬龍和史托克頓依然是爵士的核心，但他們已經衰老，二人合作了17年後，歲月將他們的總冠軍的夢想逐層剝落，最後只希冀能率爵士殺進季後賽。

### 2003~2006:重建期
當2003年馬龍及史托克頓離開球隊。一手締造了爵士成功的偉大教練斯隆卻不這樣想，儘管最得意的一代弟子老去，他還要從頭再來，正式步入重建時期，擺脫「NBA老人院」之名和避免交易保持球隊陣容的慣例，培養新血成為爵士的新目標。新爵士時代重點的球員在於來自俄羅斯的安德烈·基里连科、來自費城76人隊的馬特·哈普林、來自底特律活塞隊的梅米特·奧庫、來自克里夫蘭騎士队的卡罗斯·布泽尔、2005年新秀德隆·威廉姆斯。他決定圍繞著基里连科、重建爵士。
2006年NBA選秀，爵士選羅尼·布魯爾、迪·布朗、保羅·米爾薩普三名球員，其中布魯爾被傳媒評為對爵士將來有決定性影響的球員，布朗則是爵士隊當家後衛德隆·威廉姆斯的好友和大學隊友，米爾薩普亦連奪了3屆NCAA籃板王的球員。加上於以3名年輕球員向金州勇士交易得到德里克·费舍尔。同一時間為爵士隊注入了年輕、活力與經驗。有部份體育網站認為這是爵士隊近年來最成功的休季變動。亦是重建爵士的重要一步。

### 2006~2010:蝶龍時代
傑瑞·史隆為了重建爵士隊盡其全力，這個偉大的目標他用了3年。當卡罗斯·布泽尔脫離傷患困擾，於2006-07 NBA賽季場均22分12.7個籃板成為新的“郵差”;梅米特·奧庫透過其日漸進步的外線火力晉身NBA明星賽；德隆·威廉姆斯第二年便有18分9.3次助攻的表現;發展出有深度的後備陣容時。這一季球隊以12勝2負開季，同時第二輪的新秀保羅·米爾薩普成為一名令人充滿驚喜的內線替補。基里连科反而於這一季中淪為救火球員，在任何一項統計皆成為職業賽的新低。爵士以摧枯拉朽之勢成為NBA最黑的“黑馬”，最新的“新勢力”，讓人們想起1996-97賽季的爵士，終於在2006-07 NBA賽季以51勝31負獲得第四種子晉身2007年NBA季後賽。
自從連續20年晉身季後賽的記錄中斷後，爵士隊的球迷已有3年未看過自己的球隊晉身季後賽。猶他爵士的主場比常規賽更為熱鬧，什至有美國傳媒測量出110分貝的噪音紀錄。爵士隊先於首輪面對著實力與戰績皆非常接近的休士頓火箭，這一輪賽事是非常體力化的，首六場皆由主隊勝出而形成3-3的局面。正當大家看好第七戰擁有主場之利的火箭隊可以再於主場力保不失晉級，爵士隊於該場比賽卻出奇地表現出色，更以103-99淘汰對手。第二輪面對著新黑八奇迹的金州勇士隊，爵士隊輕鬆地以4-1淘汰對手，9年後再一次晉身西岸決賽，可惜球隊以1-4敗於當年的總冠軍聖安東尼奧馬刺。
在季尾，美國國家籃球發展聯盟在歐仁（Orem），猶他設置了猶他閃光隊。在2007年選秀，爵士隊選中得分後衛莫里斯·阿爾蒙德。但是，後衛德里克·費舍尔因要照顧女兒而離隊。此外，前鋒安德烈·基里连科在協助俄羅斯贏得歐洲冠軍後要求離隊，但事件最後不了了之。安德烈·基里连科在2007-08球季表現亦有改善。在2007年12月29日後，爵士24勝6負完成球季，並主場不敗。

### 2010~2017:後史隆時期
由於季後賽再度失利，加上卡罗斯·布泽尔離隊，爵士內部的茶壺風暴突然爆發，教練史隆與主將德隆·威廉斯的不合甚囂塵上，最後導致史隆閃電引退，威廉斯也被交易至籃網，爵士進入新的紀元
2013-14賽季開始前，猶他沒有保留保羅·米爾薩普和艾爾·杰弗森。米爾薩普接受了為期兩年的報價加盟亞特蘭大老鷹隊，而杰佛森簽署了一項協議，成為山貓隊的專營權的成員。休賽期期間傑夫·霍納塞克的被聘用菲尼克斯太陽隊的主教練。爵士被指責坦克，因為他們失去了大部分主力，而且前13場比賽只赢了一場。前聖安東尼奧馬刺隊組織丹尼斯·林賽的前成員被說成是一個“坦克”或“重建”的季節的建築師。 2014年3月14日，爵士隊在季後賽以96-87不敵洛杉磯快船隊被淘汰。
2014年5月20日，爵士隊在NBA選秀抽籤上抽到第5順位，並選到18歲的澳大利亞控球後衛丹特·艾克森。他們也有從金州勇士隊交易的23順位，和自己的第二輪選秀權（總第35順位）。他們於第23順位選中來自杜克大學的羅德尼·胡德。第35順位被用來選擇Jarnell斯托克斯，他後來被交易到孟菲斯灰熊隊，換來一個未來的二輪選秀權。
自2014年6月6日，亞特蘭大老鷹隊助理教練昆恩·史奈德被聘為球隊歷史上第八任主教練。斯奈德簽署了第四個球隊選項為期三年的合同取代了泰隆·科賓。
由於稍早休士頓火箭116：81痛宰沙加緬度國王，湖人最終以101：96逆轉爵士隊，連續4年無緣晉級季後賽。
2017年3月26日，爵士靠著紐奧良鵜鶘以115：90擊敗丹佛金塊隊，確定終結4年無緣晉級季後賽，並將在第一輪對決洛杉磯快艇。
儘管戈貝爾開賽不到20秒就因左膝扭傷意外退場，本場比賽無法回歸，但爵士隊沒有因此將禁區拱手讓人，靠著嚴密的防守與節奏掌控，以及老將強森最後一擊上演驚天動地的絕殺秀，在客場以97比95險勝快艇，搶下系列賽首勝。
第2戰，靠著克里斯·保羅全場21分外加10次助攻的穿針引線，以99：91拿下勝利，將系列戰扳成1：1平手。
第3戰戈貝爾依舊無法上場，而快艇在這場比賽中也意外傷了禁區大將葛里芬，但快艇靠著克里斯·保羅第四節後段連拿9分，克服落後劣勢，上演一場逆轉秀，以111比106氣走爵士，系列賽取得2比1領先。
爵士整場比賽大半時間都處於追分狀態，眼看要陷入1比3被聽牌的局面，老將強森再度挺身而出，隻手連續轟下11分，加上英格斯和胡德的及時三分球，爵士以105比98上演驚奇逆轉勝，將系列賽追成2比2平手。
第5戰爵士以96：92贏球、並以3：2率先「聽牌」。
挺過猶他爵士在比賽最後1分半鐘的猛烈反擊，洛杉磯快艇於第六戰在客場以98比93驚險獲勝，以3勝3敗逼出系列賽第7戰，是該年季後賽首輪唯一打到第7場的對戰組合。
爵士的內線長人費佛斯挺身而出攻下17分與11籃板，化解中鋒戈貝爾提早陷入犯規麻煩的困境，加上一哥戈登·海沃德添得26分，爵士第三節拉開比分，最終以104-91擊沉洛杉磯快艇，打進NBA西區季後賽第二輪，將在西區半決賽對決金州勇士。
勇士首輪橫掃拓荒者後，休兵太多日顯然並未影響手感，先發5人得分皆達雙位數，加上全隊傳出32次助攻展現優異的團隊效益，最終勇士在主場以106比94輕取爵士，系列賽率先拔得頭籌。
第二戰，勇士在主場遭遇頑強抵抗，下半場一度被爵士追到6分差距，不過靠著柯瑞和杜蘭特適時發揮，仍以115：104收下二連勝。
儘管爵士有5人得分二位數，但戈登·海沃德得全隊最高29分外加6助攻，戈貝爾有21分15籃板，仍以91：102敗給勇士，在系列賽取得0勝3負的被「聽牌」優勢。
第4場，金州勇士在客場以121比95大勝猶他爵士，連4場比賽以超過10分差距擊垮爵士，以4勝0敗戰績晉級西區冠軍賽。

### 2017~2022：戈贝尔時代
2017年7月4日，海沃德透過「玩家論壇報」對外宣布離隊，數日後與波士頓塞爾提克簽署了一份四年1.28億美元的合同，其中第4年為球員選項。
2017年的選秀夜，爵士以金塊的首輪第十三順位的籤選擇來自路易斯维尔大学的得分後衛多诺万·米切尔，因為就在選秀夜當晚，爵士提供用第二十四順位籤選中的泰勒·莱登和隊上三年級的小前鋒泰勒·莱尔斯交易來金塊手上的第十三順位籤。根據選秀前的球探報告，他的優點是出色的身體素質，頂尖的爆發力，高效的籃下終結能力和快速的橫向移動能力。他的缺點則是得分後衛中略為矮小的身材，不穩定的跳投，防守端專注度不夠和閱讀比賽的能力欠佳。
2017年7月6日，爵士官方宣布正式签下多诺万·米切尔，合同为期4年价值1456万美元，其中2019-20、2020-21赛季拥有球队选项。雖然爵士傷了鲁迪·戈贝尔，導致輸在起跑點，不過多诺万·米切尔完全展現即戰力的價值，更在菜鳥球季入選明星賽周的新秀挑戰賽與灌籃大賽（還搶下灌籃王頭銜），甚至在年度最佳菜鳥爭奪戰與76人的留級狀元本·西蒙斯分庭抗禮。菜鳥帶頭向前衝，學長們更不能漏氣，在法國鐵塔回歸後，爵士找回屬於他們的球風與良好默契，填平了開季挖出來的坑。
2018年4月8日，爵士客場輕取湖人，搶下西區第4張季後賽門票，並以第5種子坐收，在第一輪碰上奧克拉荷馬雷霆。
儘管先丟了G1，G2靠著超級菜鳥多诺万·米切尔、里基·卢比奥和德里克·费沃斯聯手攻下70分，取得寶貴的客場勝利。G3輪到里基·卢比奥上演26分10助攻11籃板的大三元，不僅帶領爵士取得系列賽2：1領先優勢，更讓忍者龜羅素·衛斯特布魯克氣急攻心在G4自掘墳墓，把場面搞得火爆（雙方各吞3個T，乔·克劳德甚至被驅逐出場），不過爵士持續外熱內冷的打球態度，靠著雙塔的大球戰術、內外交攻，直接拿下聽牌優勢。雖然爵士G5搞砸了大幅領先和在客場埋葬雷霆的機會，G6靠著多诺万·米切尔砍進38分，帶動爵士全場5人得分上雙，不但將里基·卢比奥因傷僅上7分鐘的傷害完全撫平，更力壓雷霆忍者龜的46分，終場爵士以96：91贏球，以4 ：2挺進第二輪。
面對西區龍頭休士頓火箭，陣容殘缺不全的爵士奮力搏鬥，一度將主場優勢拉回鹽湖城。然而火箭在後場雙星的火力推進下，讓爵士主場失守。G5雖然多诺万·米切尔繼續燃燒小宇宙，但爵士的球季隨著他在決勝節傷退而畫下句點。
雖然離目標還差一大段路，季前球星琵琶別抱的爵士，本季已經讓大家刮目相看，完成了屬於他們的調性，也讓接下來的主旋律或變奏更讓人期待。多诺万·米切尔不僅打出新人王級水平，在爵士的眾志成城下協助完成半重建，更在與雷霆的季後賽G4中把學長從風暴中拉開，面露微笑要他冷靜下來，展現出接班領袖的大將之風。
爵士上季的表現相當驚艷，本季卻也因此在高期待中打出令人失望的開季，所幸爵士及時回神，一直卡住西區8強，並在3月29日靠著紐奧良鵜鶘以121：118擊敗沙加緬度国王，提前锁定季后赛资格，这也是爵士连续第3个赛季进入季后赛。
爵士以50勝32敗的成績，西區第5種子的身分前進季後賽，對上第4種子火箭。這個系列戰是去年西區準決賽的戲碼，原本被預測西區最有看頭的系列戰之一，沒想到戰況卻呈現一面倒。爵士雖然針對防守哈登，卻只做了半套，讓他即使從左側切入與招牌後撤步都被封印，仍能串聯進攻火網，導致前2戰都以慘敗收場。G3回到溫暖的家，戰局呈現一路拉鋸，但最終仍以101：104惜敗火箭；G4爵士後場雙衛終於甦醒，率領爵士以107：91躲過被火箭橫掃的命運，將戰線延長到G5的休士頓主場。
2019年6月19日，猶他爵士隊以傑-克勞德、凱爾-柯佛、格雷森-阿倫、2019年選秀首輪23號簽以及一個2020年的受保護首輪簽換取康利。
2019年7月1日，博揚以4年7300萬的合同加盟爵士。
2019年12月24日，爵士送出後衛艾克森及2個次輪選秀權以換取克拉克森。
2020年1月31日，戈贝尔和米契爾入選西區全明星。
2020年8月10日，在主場迎戰達拉斯獨行俠，最後114:122落敗確定以西區第六種子晉級季後賽，第一輪和丹佛金塊第五次交手。
2020年8月17日，NBA季後賽正式點燃戰火，西部第3種子金塊與第6種子爵士之戰，爵士當家後衛多诺万·米切尔手感火燙轟出57分，寫下隊史季後賽新猷，不過球隊最後仍在延長賽以125：135輸球，吞下系列賽首敗。
2020年8月19日，爵士總算討回顏面，以124比105痛擊對手，扳平季後賽系列戰。米契爾本場最後個人得到30分且送出8助攻，內線搭檔戈貝爾則有19分、7籃板演出，此外板凳暴徒克拉克森（Jordan Clarkson）挹注26分。
2020年8月21日，為迎接兒子出生缺席爵士季後賽頭兩戰的柯利，第三戰歸隊就砍進全場最高27分，加上戈貝爾有24分、14籃板「雙十」成績，讓爵士124比87輕鬆擊敗金塊，在首輪反以2比1領先。
2020年8月23日，穆雷在第四節試圖力挽狂瀾，轟進50分11籃板7助攻，其中第四節獨拿21分，而米契爾也單節拿下18分，全場狂飆51分7助攻4籃板，帶領爵士以129比127驚險擊敗金塊，系列賽3比1取得聽牌資格。
2020年8月25日，取得3比1系列賽領先的爵士，米契爾火力稍歇，攻下30分，後場雙衛柯利與克拉克森各獲17分，終場以107比117敗給金塊，系列賽3比2取得領先。
第六戰，米契爾和穆雷上演血脈賁張的飆分對決，中場爵士落後五分，穆雷關鍵時刻如有神助，連飆4記三分球，徹底粉碎爵士反撲希望，終場以107比119再度落敗，將系列賽逼進搶7殊死戰局面。
金塊爵士上演搶7大戰，儘管金塊一度在比賽中領先19分，但下半場卻是遭到爵士強力反擊，雙方一路僵持到第四節關鍵時刻，攻下30分14籃板4助攻的約柯奇單節獨拿9分，包括超前比分的禁區勾射，加上多诺万·米切尔發生失誤，柯利最後一擊三分出手未中，爵士在遺憾以78比80輸給金塊。爵士連輸3場被逆轉成為史上第12支在3比1領先情況下被翻盤的球隊。
2020年休賽季，爵士與雙星續約，米契爾5年1.6億，戈贝尔5年2億。
2021全明星賽，snyder為lebron隊教練，戈貝爾、米契爾、康利入選全明星。
2021年5月7日，波特蘭拓荒者113：120輸給曼菲斯灰熊後，猶他爵士確定不需要打附加賽，他們也成為聯盟首支鎖定季後賽席位的球隊，確定至少能追平上一季在例行賽的成績。
爵士1號不敵太陽導致西區變天，龍頭換人作。而在太陽前場意外慘敗給老鷹，爵士有機會趁勢確立西霸天地位，2021年5月8日就靠波格丹諾維奇飆生涯新高48分，以127比120擊碎金塊，奪4連勝朝目標邁進，確定繼2017-18賽季後再度西北組封王，將在季後賽首輪面對曼斐斯灰熊，也是雙方季後賽首次碰頭。結果爵士在系列賽輸掉第1場比賽後連奪4勝，晉級第二輪。
身為聯盟例行賽龍頭的爵士在季後賽第2輪對上快艇首戰遭遇苦戰，上半場陷入多達13分落後，不過第3節爵士米契爾挺身而出單節狂飆16分，幫助爵士打出反攻氣勢，在他全場45分、5助攻帶領下，爵士最終112比109在主場搶下G1勝利。
次輪G1浪費上半場13分領先遭逆轉的快艇，G2又陷入苦戰，儘管末節一度靠著主控傑克森連飆三分，取得2分反超；但爵士十分沉穩，英格爾斯帶動一波9比0反擊，要回10分領先，多诺万·米切尔也跳出來撲滅對手的反攻，爵士終場以117比111取得2連勝。
帶著2連勝作客的爵士，此役雖然轟進19記三分球，但命中率卻是大幅落後，失誤次數也多於對手。米契爾再度轟下30分5籃板4助攻2抄截，他已經連續5場比賽至少拿到30分。英格斯三分球8投5中，拿下19分4籃板2助攻，戈貝爾12分10籃板，奧尼爾（Royce O'Neale）12分6籃板；替補的克拉克森（Jordan Clarkson）16投僅5中，得到14分，波格丹諾維奇10投2中僅有9分4籃板，在大半比賽中處於落後，最終以106比132吞敗，雙方系列賽形成2比1，這系列賽最終2比4遭到逆轉。
2021-22賽季季後賽首戰，在米契爾貢獻32分6籃板6助，但29投僅10中，命中率並不理想；波格丹諾維奇26分5籃板4助攻，柯利得到13分6籃板3助攻的情況下，猶他爵士在客場以99:93擊敗，系列賽先1:0的勝局。
儘管唐西奇持續因左小腿傷勢無法上場，但獨行俠仍展現無比鬥志，布朗森25投15中包括6記三分球，狂砍41分8籃板5助攻，加上團隊轟進22顆三分球，獨行俠在第四節最後關頭攻破爵士防線，以110比104逆勢搶下勝利，將戰局逼成1比1平手。
爵士在末節功虧一簣，儘管一度咬到只差1分，卻限制不了布朗森與丁威迪後場連線，且本身攻勢過度集中在三分線外，破壞不了對方防守。而三分球正是勝負最大分野，獨行俠以18記勝過爵士9球，終場就以118比126主場遭到踢館，系列賽1比2落後。
主場背水一戰，擅長投外線的猶他爵士在球隊三分命中率僅28.6%的情況下，靠著大量的進攻籃板和罰球扭轉劣勢，兩位球星米契爾和戈貝爾在比賽最後11秒完成關鍵空接灌籃，帶領球隊以100:99拿下比賽。
系列賽打得綁手綁腳的爵士，好不容易在主場扳平戰局，然而在今天作客達拉斯的天王山之戰，爵士低迷的進攻表現卻是讓他們遭逢重創。
爵士前三節比賽命中率低到僅35.6%，三分球更是慘不忍睹的23投3中，只拿到55分，足足落後26分之多，基本上提前宣告比賽結束；最終以77比102被狠狠痛宰。
2021年NBA季后賽首輪，爵士隊對陣8號种子孟菲斯灰熊隊。在主場意外輸掉第一場比賽后，米契爾因傷病困擾而停賽，爵士隊在接下來的四場比賽中獲勝，晉級西部半決賽。 米切爾在第5場比賽中以11-16的成績打出了令人印象深刻的投籃命中率，得到30分和10次助攻，幫助爵士隊鎖定係列賽，第二輪，爵士隊對陣四號种子洛杉磯快船隊，儘管在主場贏得了前兩場比賽，爵士隊在快船隊贏得接下來的四場比賽后被淘汰出季后賽。
2022年6月5日，斯奈德在執教8個賽季後辭去爵士隊總教練的職務留下372勝264敗 勝率0.585 的常規賽戰績。
2022年6月29日，爵士確定與塞爾提克助教哈迪（Will Hardy）達成共識，雙方將簽下長達5年的主帥合約。

### 2022~:新的開始
2022年休賽期，爵士總教練昆恩·史奈德離隊並將雙球星魯迪·戈貝爾和多諾萬·米契爾分別交易至明尼蘇達灰狼和克里夫蘭騎士，球隊進入重建期，一開始戰績一度排名西區龍頭，隨著賽季進行，慢慢突現出爵士缺乏側翼深度，最終確定終結連續6年打進季後賽。
2023-24賽季，例行賽以31勝51負的戰績，無緣季後賽。2024-25賽季，例行賽以17勝65負的隊史最差戰績，無緣季後賽。

## 賽季紀錄
* 詳細參見猶他爵士賽績列表

## 歷屆選秀
猶他爵士於NBA選秀上的歷史上是可圈可點的。由於球隊創立後大部份賽季皆晉身季後賽。因此只有少數曾於選秀會上得到較前位置。歷史中亦只於1975年NBA選秀上曾得到第一輪第1順位。但由於該遺秀權早於P1974年創隊是被交易至亞特蘭大老鷹隊換取皮特·馬拉維奇，因此爵士隊未曾於選秀會上以。選秀首名選取球員。而其他比較前順位的球員包括:達瑞爾·格里芬斯(1980年NBA選秀第1輪第2順位)、德隆·威廉斯(2005年NBA選秀第1輪第3順位)。

而其他於爵士歷史上舉足輕重的球員，例如馬克·伊頓(1979年NBA選秀第四輪第72位)、卡爾·馬龍(1985年NBA選秀第1輪13順位)、約翰·斯托克頓(1984年NBA選秀第1輪第16順位)、拜仁·羅素(1993年NBA選秀第2輪第45順位)、安德烈·基里連科(1999年NBA選秀第1輪第24順位)、保羅·米爾薩普(2006年NBA選秀第二輪第47順位)、鲁迪·戈贝尔（2013年NBA选秀第一轮第27顺位）、多诺万·米切尔（2017年NBA选秀第一轮第13顺位）等球員都是於選秀會較後順位上獲得的。

### 歷屆選秀名單
|  | = 曾參與NBA明星賽              |
|  | = NBA最佳新秀及曾參與NBA明星賽 |

| 年份       | 輪次 | 順位 | 姓名              | 效力球季         | 大學                                    |
| ---------- | ---- | ---- | ----------------- | ---------------- | --------------------------------------- |
| 紐奧良爵士 |      |      |                   |                  |                                         |
| 1974年     | 2    | 28   | 阿龍·詹姆斯       | ?                |                                         |
|            | 3    | 46   | Bruce King        | ?                |                                         |
|            | 4    | 64   | Ray Price         |                  |                                         |
|            | 5    | 82   | Ed Searcy         | ?                |                                         |
|            | 6    | 100  | Lawrence McCray   | ?                |                                         |
|            | 7    | 118  | Joel Copeland     | ?                |                                         |
|            | 8    | 136  | Jay Piccola       | ?                |                                         |
|            | 9    | 154  | Ken Boyd          | ?                |                                         |
|            | 10   | 171  | Walt McGary       | ?                |                                         |
| 1975年     | 1    | 7    | Rich Kelley       | 不詳             | Stanford                                |
| 1976年     | 2    | 26   | Jacky Dorsey      | 不詳             | Georgia                                 |
|            | 5    | 74   | Paul Griffin      | 1976-79          | Western Michigan                        |
| 1977年     | 2    | 44   | Essie Hollis      |                  |                                         |
| 1978年     | 1    | 11   | James Hardy       | 1978-82          | University of San Francisco             |
| 猶他爵士   |      |      |                   |                  |                                         |
| 1979年     | 1    | 20   | Larry Knight      | 不詳             | Loyola (IL)                             |
| 1980年     | 1    | 2    | 達雷爾·格里菲思   | 1980-91          | University of Louisville                |
| 1981年     | 1    | 13   | Danny Schayes     | 1981-82          | Syracuse                                |
| 1982年     | 1    | 3    | 多米尼克·威爾金斯 | 選秀後交易       | University of Georgia                   |
|            | 4    | 79   | 馬克·伊頓         | 1982-94          | University of California, Los Angeles   |
| 1983年     | 1    | 7    | 瑟爾·貝利         | 1983-91; 1998-99 | North Carolina State                    |
|            | 3    | 54   | Bobby Hansen      | 1983-90          | 愛荷華大學                              |
| 1984年     | 1    | 16   | 約翰·斯托克頓     | 1984-2003        | Gonzaga University                      |
| 1985年     | 1    | 13   | 卡爾·馬龍         | 1985-2003        | Louisiana Tech University               |
|            | 2    | 37   | Carey Scurry      | 1985-87          | 長島大學                                |
| 1986年     | 1    | 15   | Dell Curry        | 1986-87          | 維吉尼亞理工學院暨州立大學              |
|            | 3    | 61   | John Shasky       | 未有簽約         | 明尼蘇達大學                            |
|            | 3    | 63   | Bill Breeding     | 不詳             | Rocky Mountain                          |
|            | 4    | 84   | Marty Embry       | 不詳             | 不詳                                    |
|            | 5    | 107  | Kerry Boagni      | 不詳             | 不詳                                    |
|            | 6    | 130  | Chuck Everson     | 不詳             | 不詳                                    |
|            | 7    | 153  | Mark Mitchell     | 不詳             | 不詳                                    |
| 1987年     | 1    | 15   | José Ortiz        | 1988-90          | Oregon State                            |
|            | 3    | 68   | Oregon State      | 捨棄             | 普洛威頓斯學院                          |
| 1988年     | 1    | 17   | Eric Leckner      |                  | Wyoming                                 |
|            | 2    | 42   | Jeff Moe          | 不詳             | 愛荷華大學                              |
|            | 3    | 67   | Ricky Grace       | 未有簽約         | Oklahoma                                |
| 1989年     | 1    | 21   | Blue Edwards      | 1989-1992        | East Carolina Pirates                   |
|            | 2    | 48   | Junie Lewis       | 不詳             | 猶他大學                                |
| 1990年     | 2    | 33   | Walter Palmer     | 1990-91          | 達特茅斯學院                            |
| 1991年     | 1    | 21   | Eric Murdock      | 1991-92          | 普洛威頓斯學院                          |
|            | 2    | 48   | Isaac Austin      | 1991-93          | 亞利桑那州立大學                        |
| 1992年     | 1    | 23   | Lee Mayberry      | 選秀日交易       |                                         |
|            | 2    | 51   | Tim Burroghs      | 選秀日交易       |                                         |
| 1993年     | 1    | 18   | South Carolina    | 1993-94          | Seton Hall                              |
|            | 2    | 45   | Bryon Russell     | 1993-02          | California State University, Long Beach |
| 1994年     | 2    | 47   | Jamie Watson      | 1994-97          | South Carolina                          |
| 1995年     | 1    | 28   | Greg Ostertag     | 1995-04;2005-06  | University of Kansas                    |
| 1996年     | 1    | 25   | Martin Muursepp   | 選秀日交易       | Kalev Tallinn                           |
|            | 2    | 54   | Shandon Anderson  | 1996-99          | 喬治亞大學                              |
| 1997年     | 1    | 27   | Jacque Vaughn     | 1997-01          | 堪薩斯大學                              |
|            | 2    | 57   | Nate Erdmann      | 未有簽約         | Oklahoma                                |
| 1998年     | 1    | 29   | Nazr Mohammed     | 選秀日交易       | 肯塔基大學                              |
|            | 2    | 57   | Torraye Braggs    | 未有簽約         | Xavier                                  |
| 1999年     | 1    | 19   | Quincy Lewis      | 1999-2002        | 明尼蘇達大學                            |
|            | 1    | 24   | 安德烈·基里連科   | 2001-            | 莫斯科中央陆軍                          |
|            | 1    | 28   | Scott Padgett     | 1999-2003        | Kentucky                                |
|            | 2    | 58   | Eddie Lucas       | 未有簽約         | 維吉尼亞理工學院暨州立大學              |
| 2000年     | 1    | 23   | DeShawn Stevenson | 2000-2004        | Washington Union High School            |
|            | 2    | 50   | Kaniel Dickens    | 未有簽約         | Idaho                                   |
| 2001年     | 1    | 24   | Raul Lopez        | 2002-2005        | 皇家馬德里                              |
|            | 2    | 53   | Jarron Collins    | 2001-            | 史丹佛大學                              |
| 2002年     | 1    | 19   | Ryan Humphrey     | 選秀日交易       | Notre Dame                              |
|            | 2    | 26   | Jamal Sampson     | 選秀日交易       | California                              |
| 2003年     | 1    | 19   | 薩沙·帕洛维奇     | 2003-04          | Budućnost Podgorica                     |
|            | 2    | 37   | 莫·威廉斯         | 2003-04          | 阿拉巴馬大學                            |
| 2004年     | 1    | 14   | 克里斯·亨弗里斯   | 2005-06          | 明尼蘇達大學                            |
|            | 1    | 16   | 柯克·史耐德       | 2004-2005        | Nevada                                  |
| 2005年     | 1    | 3    | 德隆·威廉斯       | 2005-            | 伊利諾伊大學香檳分校                    |
|            | 2    | 34   | 卡爾文·邁爾斯     | 2005-            | 達拉斯Skyline高中                       |
|            | 2    | 51   | 羅伯·韋利爾       | 2005-2006        | Walsh                                   |
| 2006年     | 1    | 14   | 羅尼·布魯爾       | 2006-            | 阿肯色大學                              |
|            | 2    | 46   | 迪·布朗           | 2006-2007        | 伊利諾伊大學香檳分校                    |
|            | 2    | 47   | 保羅·米爾薩普     | 2006-            | 路易斯安那科技大學                      |
| 2007年     | 1    | 24   | 莫里斯·阿尔蒙德   | 2007-            | 萊斯大學                                |
|            | 2    | 55   | 哈伯特·希爾       | 選秀日交易       | 普維敦斯大學                            |
| 2008年     | 1    | 25   | 科斯塔·库弗斯     |                  | 俄亥俄州立大學                          |
|            | 2    | 44   | 安特‧托米奇       |                  | 克罗地亚                                |
|            | 2    | 53   | 塔迪加‧德拉切维奇 |                  | 塞爾維亞                                |

## 名人堂球員
- 皮特·馬拉維奇
- 沃尔特·贝拉米－只在新奧爾良爵士隊打過一場
- 約翰·史托頓
- 傑里·斯隆 (教練)
- 卡尔·马龙

## 退休球衣號碼
| 猶他爵士 退役球衣号码球员 |                 |      |           |
| 背號                      | 球员            | 位置 | 時間      |
| 1                         | 弗蘭克·雷登     | 教練 | 1981-88   |
| 4                         | 阿德里安·丹特利 | 前鋒 | 1979-86   |
| 7                         | 皮特·馬拉維奇   | 後衛 | 1974–80   |
| 12                        | 約翰·斯托克頓   | 後衛 | 1984–2003 |
| 14                        | 杰夫·霍納塞克   | 後衛 | 1993–2000 |
| 32                        | 卡爾·馬龍       | 前鋒 | 1985–2003 |
| 35                        | 達雷爾·格里菲思 | 後衛 | 1980–91   |
| 53                        | 馬克·伊頓       | 中鋒 | 1982–93   |
| 1223                      | 傑里·斯隆       | 教練 | 1988–2011 |

## 總教練
| 球季      | 姓名                 | 勝   | 負   | 得勝率 |
| --------- | -------------------- | ---- | ---- | ------ |
| 1974      | 斯科蒂·羅伯遜        | 1    | 14   | .067   |
| 1974      | 埃爾金·貝勒(暫代)    | 0    | 1    | .000   |
| 1974–1976 | 巴奇·范佈雷德·考爾夫 | 74   | 100  | .425   |
| 1976–1979 | 埃爾金·貝勒          | 86   | 134  | .391   |
| 1979–1981 | 湯姆·尼薩爾科        | 60   | 124  | .326   |
| 1981–1988 | 弗蘭克·雷登          | 277  | 294  | .376   |
| 1988–2011 | 杰里·斯隆            | 1127 | 682  | .623   |
| 2011–2014 | 泰隆·科賓            | 112  | 146  | .434   |
| 2014–2022 | 昆恩·史奈德          | 372  | 264  | .585   |
| 2022–今   | 威尔·哈迪            | 85   | 161  | .346   |
| 1974–現在 | 總計                 | 2194 | 1960 | .528   |

*更新自2024年4月13日

## 最佳/最差紀錄
| 紀錄         | 最佳成績 | 對手                                                           | 最差成績 | 對手                          |
| ------------ | -------- | -------------------------------------------------------------- | -------- | ----------------------------- |
| 全場得分     | 153分    | 聖安東尼奧馬刺(4/9/78)                                         | 54分     | 芝加哥公牛(6/7/98)            |
| 半場得分     | 83分     | 聖安東尼奧馬刺(3/27/87)(下半場) 密爾沃基雄鹿(1/27/90) (下半場) | 24分     | 芝加哥公牛(6/7/98)            |
| 單節得分     | 50分     | 丹佛金塊(4/10/82)(第一節)                                      | 9分      | 芝加哥公牛(6/7/98)            |
| 全場入球     | 68個     | 聖安東尼奧馬刺(4/9/78)                                         | 19個     | 聖安東尼奧馬刺(11/8/97)       |
| 半場入球     | 35個     | 3次                                                            | 8個      | 多次                          |
| 單節入球     | 20個     | 3次                                                            | 1個      | 紐約力博(1/27/92)             |
| 全場投射     | 118次    | 聖安東尼奧馬刺(4/9/78)                                         | 53次     | 達拉斯小牛(12/12/97)          |
| 半場投射     | 68次     | 克里夫兰骑士(12/19/86) (下半場連加時)                          | 23次     | 達拉斯小牛(12/12/97) (下半場) |
| 單節投射     | 35次     | 洛杉磯湖人(11/12/75) (第四節)                                  | 6次      | 達拉斯小牛(12/12/97)(第四節)  |
| 全場三分入球 | 15個     | 華盛頓巫師(1/4/08)                                             | 0球      | 多次                          |
| 半場三分入球 | 8個      | 紐奧良黃蜂(上半場)                                             | 0球      | 多次                          |
| 單節三分入球 | 7個      | 紐奧良黃蜂(第二節)                                             | 0球      | 多次                          |
| 全場三分投射 | 19次     | 3次                                                            | 0球      | 多次                          |
| 半場三分投射 | 14次     | 西雅圖超音速(11/1/96)(上半場)                                  | 0球      | 多次                          |
| 單節三分投射 | 10次     | 2次                                                            | 0球      | 多次                          |
| 全場罰球入球 | 54個     | 紐約力博(11/14/94)                                             | 1球      | 侯斯頓火箭(11/19/77)          |
| 半場罰球入球 | 34個     | 明尼蘇達木狼(12/17/89)(下半場)                                 | 0球      | 多次                          |
| 單節罰球入球 | 23個     | 明尼蘇達木狼(12/17/89)(第二節)                                 | 0球      | 多次                          |
| 全場罰球投射 | 66個     | 丹佛金塊(12/23/83)                                             | 5個      | 侯斯頓火箭(11/19/77)          |
| 半場罰球投射 | 41個     | 2次                                                            | 0球      | 多次                          |
| 單節罰球投射 | 28個     | 薩克拉門托帝王(1/25/91)(第四節)                                | 0球      | 多次                          |
| 籃板球       | 73個     | 密爾沃基雄鹿(2/23/77)                                          | 22個     | 2次                           |
| 半場籃板球   | 41個     | 紐約力博(10/26/78)(下半場)                                     | 8個      | 達拉斯小牛(4/8/88)            |
| 單節籃板球   | 24個     | 薩克拉門托帝王(12/28/88)(第四節)                               | 2個      | 多次                          |
| 進攻籃板球   | 31個     | 4次                                                            |          |                               |
| 防守籃板球   | 52個     | 2次                                                            |          |                               |
| 全場助攻     | 49個     | 聖安東尼奧馬刺(4/9/78)                                         |          |                               |
| 半場助攻     | 27個     | 2次                                                            |          |                               |
| 單節助攻     | 15個     | 2次                                                            |          |                               |
| 全場抄截     | 19個     | 2次                                                            |          |                               |
| 半場抄截     | 13個     | 3次                                                            |          |                               |
| 單節抄截     | 8個      | 多次                                                           |          |                               |
| 全場封阻     | 19個     | 2次                                                            |          |                               |
| 半場阻攻     | 14個     | 丹佛金塊(11/17/87)                                             |          |                               |
| 單節阻攻     | 9個      | 2次                                                            |          |                               |
| 全場失誤     | 5次      | 洛杉磯快艇(1/11/08)                                            | 37次     | 2次                           |
| 半場失誤     |          |                                                                | 23次     | 西雅圖超音速(1/4/75)(上半場)  |
| 單節失誤     |          |                                                                | 13次     | 西雅圖超音速(1/4/75)(第二節)  |

## 歷年場館
於新奧爾良

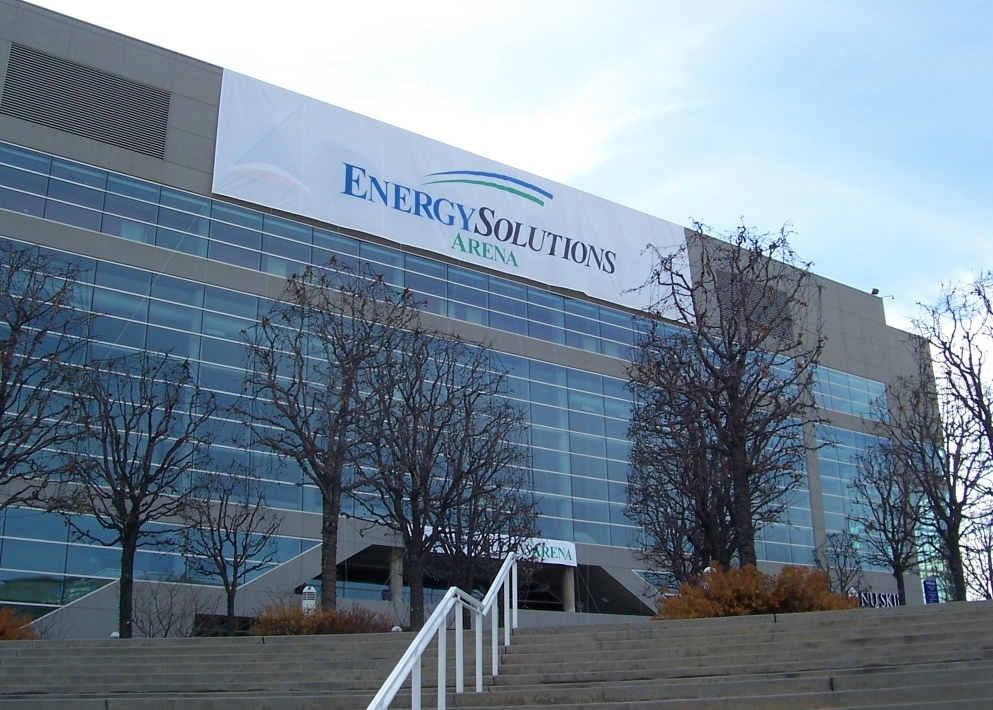
能源方案球館

- Loyola Field House (1974-75 NBA賽季)
- 新奧爾良市政府禮堂(1974-75 NBA賽季)
- 路易斯安娜超級巨蛋(1975年-1979年)

於鹽湖城
- 鹽宫會展中心(1979年-1991年)
- 能源方案球館(前稱達美中心) (1991年-2015年)
- 生活智能家居球馆 (2015年–至今)

## 外部連結
- 官方網站 （页面存档备份，存于）（英文）